# Imantodes chocoensis
Espèce
Imantodes chocoensis  est une espèce de serpents de la famille des Dipsadidae.

## Répartition
Cette espèce est endémique de la province d'Esmeraldas en Équateur.

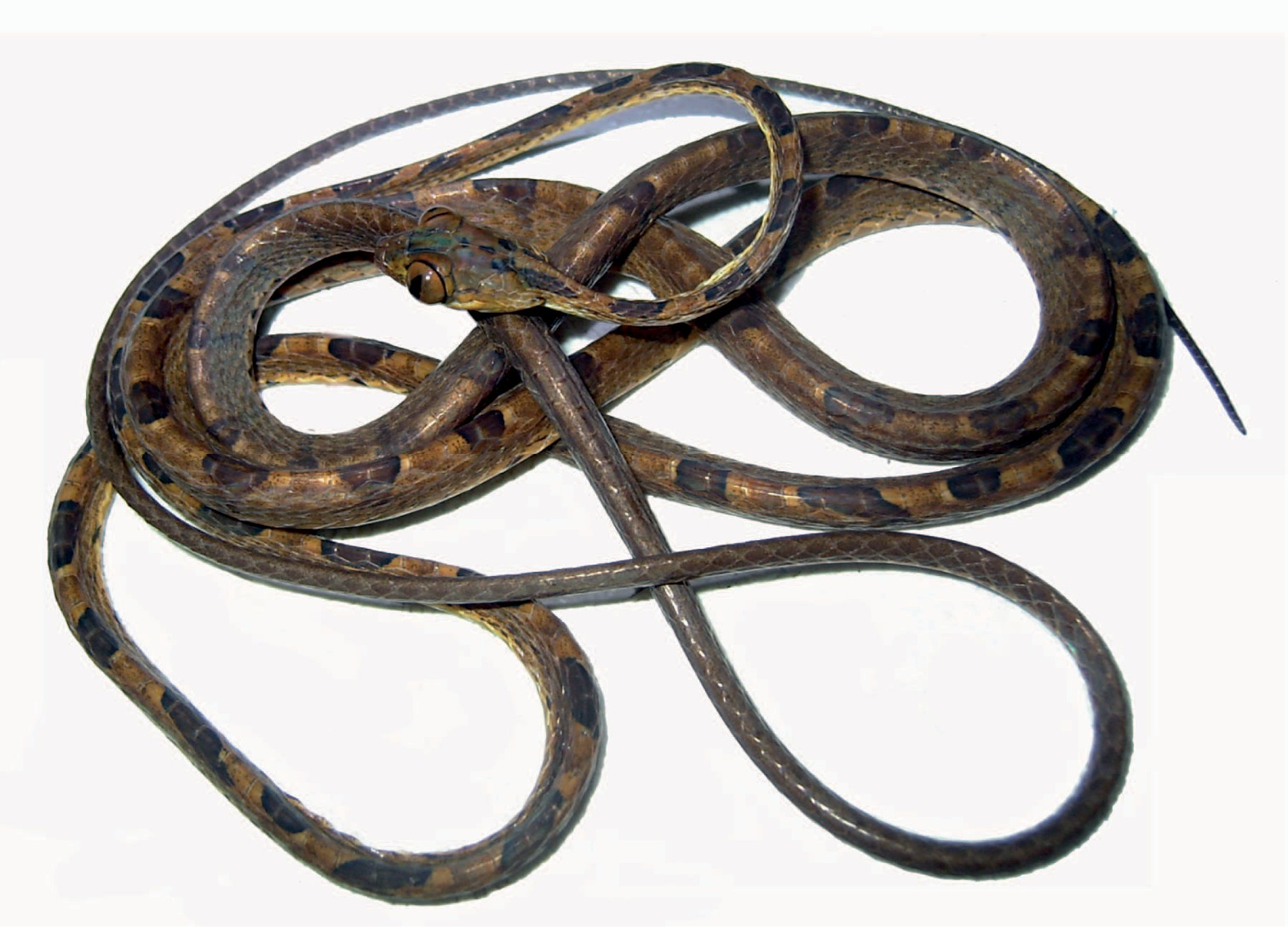

## Étymologie
Son nom d'espèce, composé de choco et du suffixe latin -ensis, « qui vit dans, qui habite », lui a été donné en référence au lieu de sa découverte, la région de Chocó, une zone tropicale très humide comprenant les côtes du Pacifique du Nord de l’Équateur, de la Colombie et du Panama. Cette région fait partie des 274 597 km2 que regroupe le point chaud de biodiversité de Tumbes-Chocó-Magdalena défini par la Conservation International et où se rencontrent plus de 320 espèces de reptiles.

## Publication originale
- Torres-Carvajal, Yánez-Muñoz, Quirola, Smith & Almendáriz, 2012 : A new species of blunt-headed vine snake (Colubridae, Imantodes) from the Chocó region of Ecuador. ZooKeys, vol. 244, p. 91–110 (texte intégral).